# Oorlogsschip

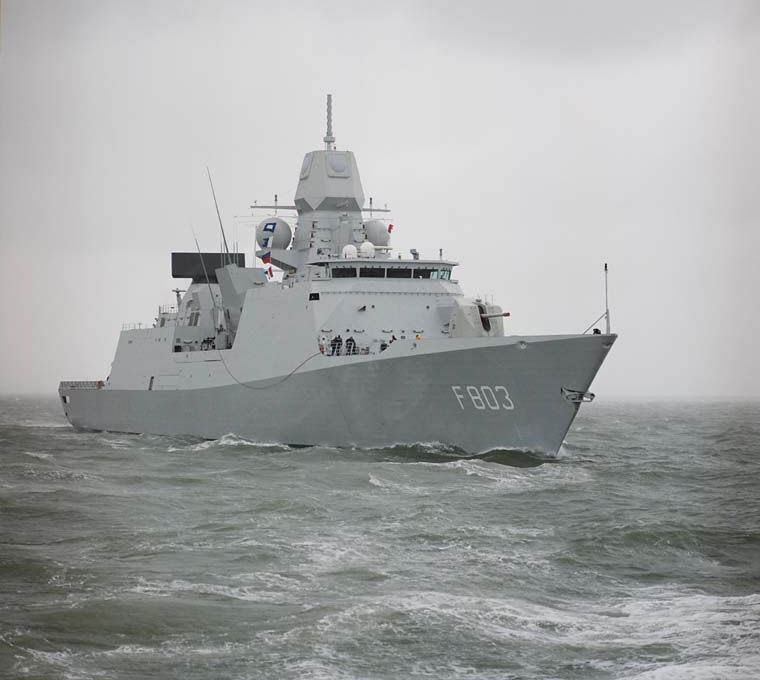
Zr. Ms. Tromp, een fregat van De Zeven Provinciënklasse, een modern oorlogsschip.

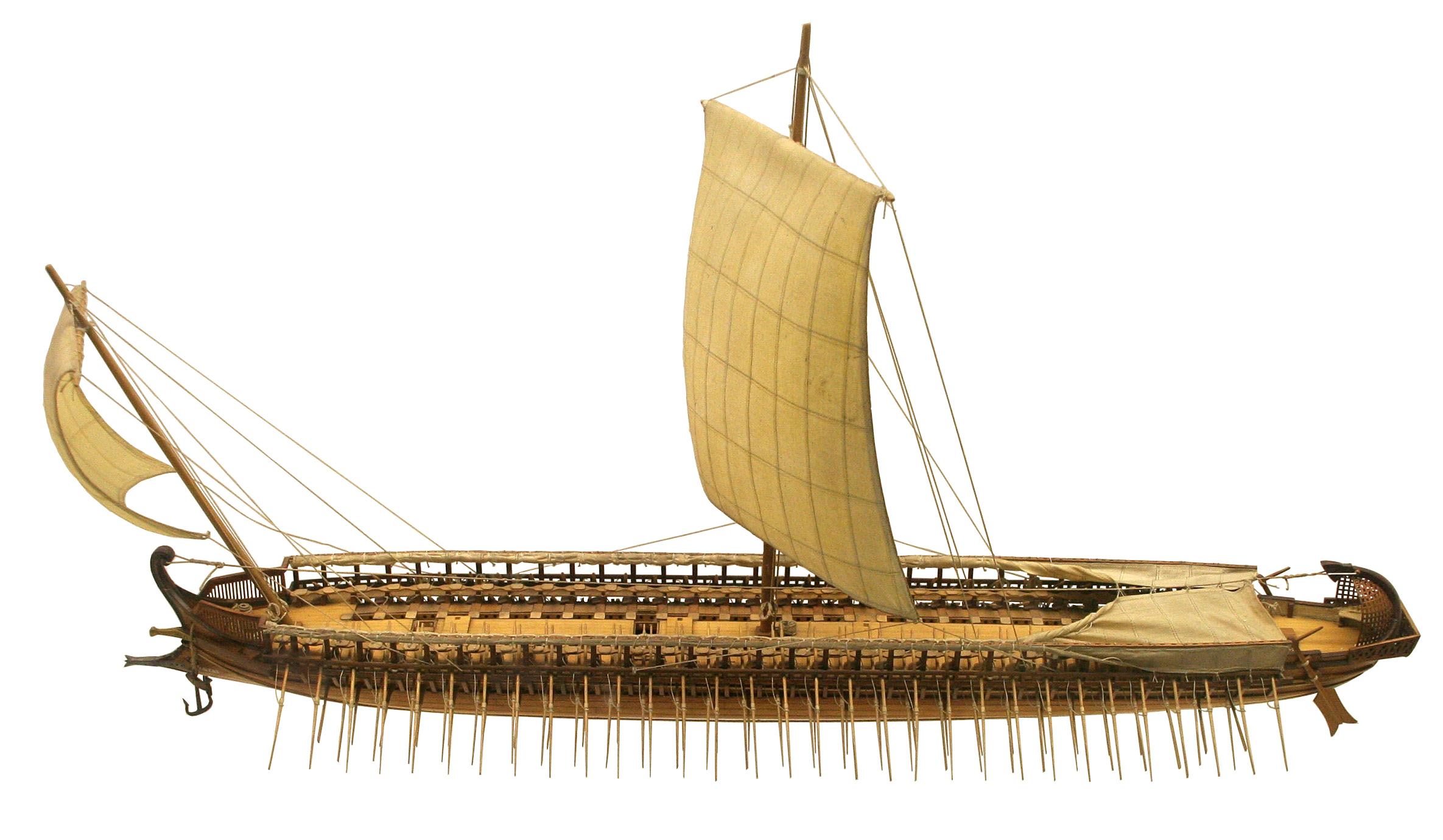
Houten model van een trireem, een oorlogsschip uit de oudheid.

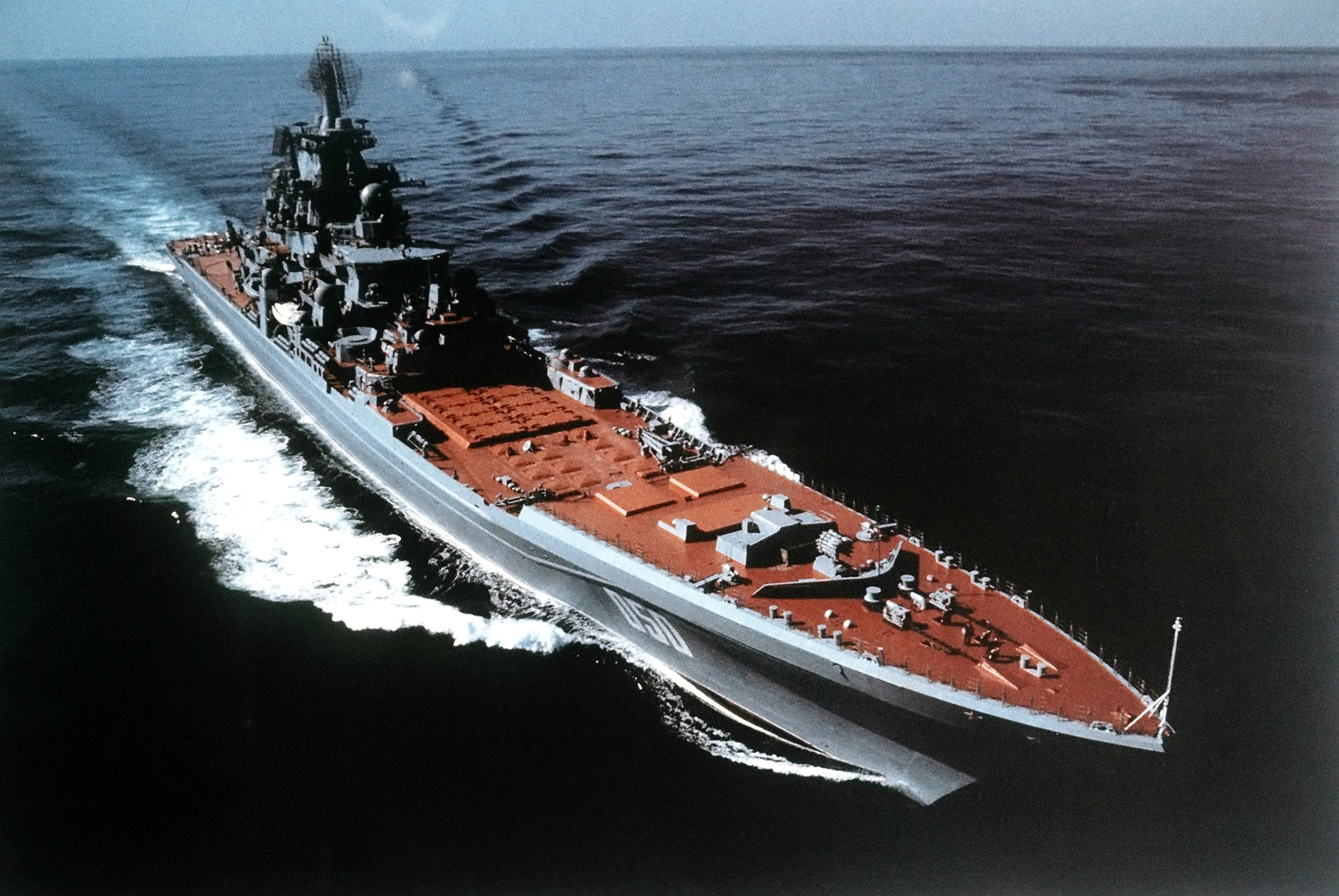
Een slagkruiser van de Kirov-klasse, een oorlogsschip uit de Koude Oorlog.

Een oorlogsschip, ook oorlogsbodem, is een schip dat wordt gebruikt voor de oorlogsvoering te water.

## Evolutie
De eerste vermeldingen van oorlogsschepen zijn de galeien uit de oudheid, die door de zeevarende naties rondom de Middellandse Zee werden gebruikt. Zo hadden de oude Grieken hun biremen en triremen, die op de boeg met ram waren uitgerust. Hiermee werden vijandelijke schepen zo veel mogelijk beschadigd. De galei heeft eeuwenlang stand gehouden in verschillende vormen, met onder andere meer dan één dek, tot in de tijd van de Franse koning Lodewijk XIV.
Na de uitvinding van het buskruit in Europa werden schepen met kanonnen uitgerust. Dit veranderde de manier van oorlogsvoering ingrijpend.
Na de Middeleeuwen gebruikten zeevarende naties als Portugal, Spanje, Frankrijk, Engeland, het Ottomaanse Rijk en de Republiek der Zeven Verenigde Nederlanden eerst koopvaardijschepen, die toen bewapend waren, voor hun krijgsvloot, doch later werden oorlogsschepen meer gespecialiseerd.
Aan het einde van de 19e eeuw en begin van de 20e eeuw hadden naties als het Verenigd Koninkrijk, de VS en Frankrijk schepen als duikboot, torpedobootjager, kruiser en slagschip in dienst. Het hoogtepunt van het slagschip kwam in de Eerste Wereldoorlog en de vermaarde slag bij Jutland tussen de Britse en Duitse marine.
Tussen de twee wereldoorlogen trad er een grote verandering in wat betreft het soort oorlogsschepen dat in dienst werd genomen. De belangrijkste verandering was de opkomst van het jachtvliegtuig, waarvoor allereerst het vliegdekschip werd ontworpen. Dit soort vaartuig had een landingsbaan aan boord en tijdens de Tweede Wereldoorlog werden koopvaardijschepen omgebouwd tot vliegdekschip/hulpvliegkampschip in de strijd op de Atlantische Oceaan. Het veel grotere vliegdekschip, bekend door de zeeslagen op de Stille Oceaan tijdens de Tweede Wereldoorlog, is in feite een varend vliegveld te water. Dit soort oorlogsschip is thans het grootste oorlogsvaartuig op zee. De meeste van deze schepen hebben, evenals de grotere moderne duikboot, een aandrijving met behulp van energie uit een kernreactor en hebben 5000+ bemanningsleden aan boord.

## Internationaal recht
Volgens het internationaal recht is een schip een oorlogsschip als aan de volgende voorwaarden wordt voldaan:
- het schip behoort tot de strijdkrachten van een staat;
- het schip draagt de uiterlijke kenmerken van zijn staat (bijvoorbeeld de marinevlag);
- de commandant van het schip is in staatsdienst en zijn naam staat op de dienstlijst;
- de bemanning is onderworpen aan regels van de krijgstucht.

Aan boord van een oorlogsschip geldt de rechtsmacht van de vlaggenstaat, ook als zich dat in een haven of binnen de territoriale wateren van een andere staat bevindt. Een oorlogsschip mag door de territoriale zee van andere staten varen, mits de doorvaart snel, ononderbroken en zonder kwade bedoelingen gebeurt. Onderzeeboten moeten aldaar aan de oppervlakte varen en hun vlag tonen. De betreffende kuststaat mag een oorlogsschip verzoeken de territoriale zee te verlaten als het schip de nationale wetgeving van de kuststaat schendt; het oorlogsschip moet aan dat verzoek voldoen.